# Pęplina
Pęplina – strumień, dopływ Potyni.
Strumień płynie na Pobrzeżu Koszalińskim na terenie w powiatu słupskiego, w woj. pomorskim. Jego źródła znajdują się na północny zachód od wsi Krzemienica, uchodzi do jeziora Modła od południowo-wschodniego brzegu.
Nazwę Pęplina wprowadzono urzędowo w 1955 roku, zastępując niemiecką nazwę Pamplin.